# Windows (Album)
Windows ist ein Livealbum von Jon Lord und dem Dirigenten und Komponisten Eberhard Schoener, das Ende 1974 bei Purple Records im Vertrieb von EMI erschien. Das Album ist Lords zweites Soloprojekt nach seiner Gemini Suite von 1971. Das Album wurde am 1. Juni 1974 bei einer Eurovisionsübertragung anlässlich des Prix Jeunesse im Herkulessaal der Münchner Residenz zusammen mit dem Münchener Kammerorchester unter der Leitung von Eberhard Schoener aufgenommen.

## Musikstil
Wie schon Deep Purples Concerto for Group and Orchestra, welches maßgeblich von Lord initiiert wurde, und Lords Gemini Suite von 1971 ist die Musik eine Mischung aus Progressive Rock mit Elementen orchestraler Stile westlicher, spätromantischer und neuer Musik.
Das Konzert wurde zwar im Fernsehen ausgestrahlt, ist bisher jedoch nicht offiziell als Musikvideo veröffentlicht worden. Die Fernsehversion ist etwa zehn Minuten länger als die Audiofassung, da einige Elemente für das Vinylalbum herausgeschnitten wurden, zum Beispiel die Einleitung zu Also sprach Zarathustra von Richard Strauss mit Jon Lord an der Pfeifenorgel und verschiedener Gedichte in deutscher Sprache, die von Klaus Löwitsch vorgetragen wurden.
Der Titel auf der ersten Seite, Continuo on B.A.C.H. (siehe: B-A-C-H) ist ein loser Versuch, auf der unvollendeten Triplefuge aufzubauen, die Johann Sebastian Bachs Kunst der Fuge beschließt. Die zweite Seite der LP ist die Suite Window in drei Sätzen, deren Mittelteil Lord aus seinem vorangegangenen Crossover-Projekt Gemini Suite von 1971 übernommen hatte.
In den Liner Notes der LP zieht Lord einen Vergleich zwischen der hier vorliegenden rhapsodischen Struktur und der Renga-Tradition der Kettenkomposition von Gedichten im mittelalterlichen Japan.
Als Solisten traten neben Jon Lord auch Ray Fenwick (ehemals von der Spencer Davies Group), Tony Ashton von Remo Four und Ashton, Gardner & Dyke, sowie die Deep Purple Musiker David Coverdale und Glenn Hughes auf.

## Titelliste
Alle Kompositionen stammen von Jon Lord und Eberhard Schöner.
| Nr. | Titel                | Länge |
| --- | -------------------- | ----- |
| 1.  | Continuo On B.A.C.H. | 16:27 |

| Nr.          | Titel                               | Länge |
| ------------ | ----------------------------------- | ----- |
| 2.           | 1st Movement - Renga                | 12:01 |
| 3.           | 2nd Movement - Gemini               | 7:41  |
| 4.           | 3rd Movement - Alla Marcia: Allegro | 12:40 |
| Gesamtlänge: | Gesamtlänge:                        | 47:45 |

## Veröffentlichungen
Windows erschien als Langspielplatte Ende 1974 bei Purple Records im Vertrieb von EMI. 1987 wurde das Album in der Bundesrepublik von Line Records als CD neu aufgelegt und in den folgenden Jahren auch in weiteren Ländern auf den Markt gebracht.
Am 28. April 2017 erschien eine in den Abbey Road Studios digital remasterte Version des Albums auf dem Label ear Music / EDEL.

## Rezeption
Von Kritikern wurde das Album verhalten aufgenommen. Auf Prog Archives wurde es von 36 Nutzern mit 3,29 von 5 Punkten bewertet. Bei AllMusic erhielt es von Dave Thompson 2 von 5 und von 18 Nutzern mehr als 3 von 5 Punkten.
Ralf J. Günther konstatiert auf dem Progressive-Rock-Portal Babyblaue Seiten: „„Windows“ ist sicher kein Meisterwerk. Es enthält aber weitaus stärkere, zumindest unkonventionellere Passagen als die meisten anderen Versuche, zwischen Orchester und Rockband zu vermitteln. Nach mehr als einem Vierteljahrhundert ist es zudem zum musikgeschichtlichen Dokument geworden.“ Er bewertet das Album mit neun von 15 Punkten.